# 塞雷特
塞雷特是哥倫比亞的城市，位於該國西北部，由科爾多瓦省負責管轄，距離首府蒙特里亞18公里，始建於1740年，面積352平方公里，海拔高度12米，2005年人口83,978。塞雷特的经济主要以养牛业为基础。

## 外部連結
- （西班牙文） Gobernacion de Cordoba - Cereté[永久]
- （西班牙文） El Espacio; Cerete
- （西班牙文） El Meridiano de Cordiba; Cerete

8°53′N 75°48′W / 8.883°N 75.800°W